# Mérion à épaulettes
Malurus alboscapulatus
Espèce
Statut de conservation UICN

 LC  : Préoccupation mineure
Le mérion à épaulettes ( Malurus alboscapulatus ) est un oiseau qui appartient à des Maluridae. On le trouve en Nouvelle-Guinée.

## Taxonomie et systématique
Le mérion à épaulettes a été décrit pour la première fois par le naturaliste allemand Adolf Bernhard Meyer en 1874. C'est l'une des onze espèces du genre Malurus et est le plus étroitement lié aux espèces australiennes, les mérions à dos roux et les mérion leucoptère, avec lesquels il constitue un clade phylogénétique. Ces trois espèces ont été appelées mérions bicolores par l'ornithologue Richard Schodde, et se distinguent par leur absence de motifs de tête et de touffes d'oreilles, et leur plumage uniforme noir ou bleu avec une couleur contrastante des épaules ou des ailes. Ils se remplacent géographiquement dans le nord de l'Australie et en Nouvelle-Guinée.
Son nom d'espèce est dérivé des mots latins albus « blanc » et scapulae « omoplates ».

### Sous-espèce
Seuls six sous-espèces isolées géographiquement sont actuellement reconnues. Ils se différencient uniquement par les différences de plumage des femelles, car les mâles des six espèces sont indiscernables.
- M. a. alboscapulatus - Meyer, 1874 : La sous-espèce nominale, on la trouve sur la péninsule de Bird's Head (nord-ouest de la Nouvelle-Guinée)
- M. a. aida - Hartert, 1930 : Trouvé dans le nord-ouest et le centre-nord de la Nouvelle-Guinée
- M. a. lorentzi - van Oort, 1909 : Initialement décrit comme une espèce distincte. Trouvé dans l'ouest et le sud de la Nouvelle-Guinée
- M. a. kutubu - Schodde & Hitchcock, 1968 : Trouvé dans les hautes terres du centre-sud de la Nouvelle-Guinée
- M. a. moretoni - De Vis, 1892 : Initialement décrit comme une espèce distincte. Trouvé dans le sud-est de la Nouvelle-Guinée
- M. a. naimii - d'Albertis, 1875 : Décrit à l'origine comme une espèce distincte. Trouvé dans l'est de la Nouvelle-Guinée

## La description
Le mâle adulte est tout noir brillant à l'exception de ses épaules blanches (scapulaires), mais contrairement aux mérions australiens plus connus, il n'y a pas de plumage mâle éclipsé. La queue est plus courte que celle des autres mérions. Le bec est noir et les pattes et les yeux sont noirs ou brun foncé. Les femelles de Ma alboscapulatus et Ma naimii portent un plumage pie, avec les parties supérieures noires contrastant avec les épaules et les parties inférieures blanches.

## Distribution et habitat
Les habitats que fréquentent le mérion à épaulettes sont les zones défrichées des basses terres; prairies, jardins villageois et canne à sucre.